# Juan Ruiz de Alarcón
Juan Ruiz de Alarcón y Mendoza (Taxco, 1581-Madrid, 4 de agosto de 1639) fue un escritor novohispano del Siglo de Oro que impulsó distintas variantes de la dramaturgia. Entre sus obras destaca La verdad sospechosa, comedia que constituye una de las obras claves del teatro barroco hispanoamericano y es comparable a las mejores piezas de Lope de Vega o Tirso de Molina.
Su producción literaria se adscribe al género de la comedia de carácter. Forjó un estilo construido a partir de personajes con identidades muy bien definidas, profundas y difíciles de entender en una primera lectura. Dominó el juego de palabras, y las asociaciones ingeniosas entre estas y las ideas dieron como resultado un lenguaje lleno de refranes, capaz de expresar una gran riqueza de significados.
El pensamiento de Alarcón es moralizante, como corresponde al período barroco. El mundo es un espacio hostil y engañoso donde prevalecen las apariencias frente a la virtud y la verdad. Ataca las costumbres y vicios sociales de la época, aspecto que lo distinguió notablemente del teatro de Lope de Vega, con el que no llegó a simpatizar. Es el más psicólogo y cortés de los dramaturgos barrocos y sus obras se centran siempre en ámbitos urbanos, como en Las paredes oyen y Los pechos privilegiados. Su producción, escasa en cantidad si se compara con la de otros dramaturgos contemporáneos, posee una gran calidad y unidad de conjunto, y fue muy influyente e imitada en el teatro extranjero, particularmente en el francés.
Todo ello le ha valido a Alarcón ser considerado un influyente dramaturgo del barroco español. No fue bien valorado por sus contemporáneos y su obra permaneció en el olvido hasta bien entrado el siglo XIX, cuando fue rescatada por Juan Eugenio Hartzenbusch. A pesar de que su producción se desarrolló en España, el pensamiento generado en la Nueva España a causa de sus obras fue importante para su posterior apogeo y el influjo de las tradiciones entre ambas regiones resulta inherente a la forma de reflejar el estilo de vida en dichas épocas.

## Biografía

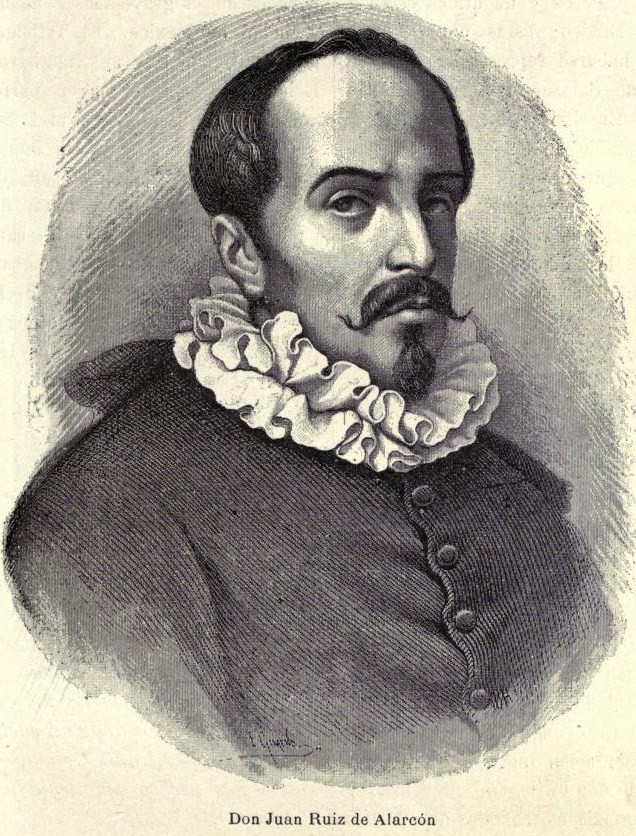
Grabado de Juan Ruiz de Alarcón, por E. Gimeno, México a través de los siglos.

Las noticias sobre la infancia de Juan Ruiz de Alarcón son escasas, por lo que no se sabe con exactitud el lugar y la fecha de su nacimiento. Aunque según el propio dramaturgo, nació en la Ciudad de México en 1580 o 1581, la mayoría de los estudios consideran la localidad de Taxco (en el actual estado de Guerrero) como el verdadero lugar de nacimiento.
Sus opositores alegaron que su abuelo materno era judío y que su abuelo paterno era hijo de un sacerdote de Buenache de Alarcón y de una esclava mora; sin embargo, la notoriedad de distintos miembros de su linaje en la sociedad novohispana y su buena recepción por parte de la aristocracia peninsular indican que provenía de una familia hidalga bien relacionada con la nobleza castellana, pero asentada en la Nueva España.
Estudió, de 1596 a 1598, el bachillerato en Cánones, en la Real y Pontificia Universidad de México. Hacia 1600 debió partir a la Universidad de Salamanca, gracias a la capellanía de Gaspar Ruiz de Montoya, donde aprendería derecho civil y profundizaría en el derecho canónico.
Durante su estancia en Salamanca, según varios autores, Alarcón comenzó a destacar como autor de piezas dramáticas y ensayos. Para 1606 marchó a Sevilla con el propósito de ejercer como litigante en asuntos mercantiles y canónicos. Allí conoció a Miguel de Cervantes Saavedra, quien influiría posteriormente en sus obras, como La cueva de Salamanca y El semejante a sí mismo.
En los primeros meses de 1607 decidió regresar a Nueva España. Dos años después obtuvo el título de licenciado en derecho y opuso, sin éxito, a varias cátedras. No llegó a doctorarse, tal vez por falta de recursos económicos. Gracias al virrey Luis de Velasco y Castilla, amigo de Alarcón, este puede ascender en la burocracia virreinal, pues se le nombró teniente corregidor. Al partir Velasco a España, en 1611, Ruiz de Alarcón se embarca junto con la comitiva del virrey.
A su llegada a Madrid, comienza la etapa más fructífera de su producción literaria. Sus primeras obras en representarse fueron Las paredes oyen y Los pechos privilegiados, ambas con moderado éxito. Pronto fue conocido en el círculo literario madrileño, aunque nunca estableció vínculos profundos con ninguno de sus integrantes. Por el contrario, se ganó la enemistad de Lope de Vega, Luis Vélez de Guevara, Luis de Góngora, Francisco de Quevedo y otros. Se conservan muchas redondillas satíricas y alusiones veladas a Alarcón, quien siempre fue ridiculizado por su físico —era jorobado— y por su origen americano. El novohispano, por su parte, respondió a la mayoría de los ataques hacia su persona y nunca dejó de escribir.
Entre los estudiosos del taxqueño se ha planteado una hipótesis sobre la posible colaboración de Ruiz de Alarcón y Tirso de Molina, uno de los más famosos literatos de su tiempo y quien más influyó en su obra. No existen pruebas escritas sobre la colaboración de ambos, aunque se supone que, por lo menos, dos de las comedias de Tirso, publicadas en la Segunda parte (Madrid, 1635), pertenecen a Alarcón. Para Castro Leal, sin embargo, el que en un tomo de Tirso figuren comedias de otros de ninguna manera prueba que pertenezcan a Alarcón.
Con la subida al trono de Felipe IV, en 1621, el teatro cobró una gran importancia en la corte real. Alarcón pronto entabla una ventajosa amistad con el yerno del poderoso conde-duque de Olivares, Ramiro Núñez de Guzmán, a cuya sombra creció aún más como poeta. Entre 1622 y 1624 escribe La amistad castigada, El dueño de las estrellas y la mayoría de sus obras teatrales.
Desde 1625 había servido en el Consejo de Indias, gracias a la intercesión de su amigo Ramiro Núñez de Guzmán. Primero ocupó el puesto de relator interino y en 1627 fue propuesto para una prebenda eclesiástica en América, lo que no fue aceptado. Su posición económica, como afirma un documento fechado en 1628, mejoró notablemente. También reconoció como hija suya a Lorenza de Alarcón, habida con Ana de Cervantes hacia 1620.
Durante los primeros meses de 1639, la salud de Alarcón comenzó a deteriorarse. Dejó de asistir a las reuniones del Consejo de Indias y fue sustituido en su cargo de relator. El 1 de agosto dictó su testamento, donde consigna todas sus deudas y deudores. Murió la mañana del 4 de agosto y fue enterrado en la parroquia de San Sebastián.

## Obra
Publicó veinte comedias en dos volúmenes; el primero, con ocho, en 1628 (Los favores del mundo, La industria y la suerte, Las paredes oyen, El semejante a sí mismo, La cueva de Salamanca, Mudarse por mejorarse, Todo es ventura y El desdichado en fingir); el segundo, con doce, en 1634 (Los empeños de un engaño, El dueño de las estrellas, La amistad castigada, La manganilla de Melilla, Ganar amigos, La verdad sospechosa, El anticristo, El tejedor de Segovia, La prueba de las promesas, Los pechos privilegiados, La crueldad por el honor y El examen de maridos). Algunas comedias más se publicaron en distintas colecciones, como Quien mal anda mal acaba, No hay mal que por bien no venga y La culpa busca la pena, y el agravio la venganza. Otras obras de Alarcón son Siempre ayuda la verdad, comedia de intención moralizante, y Algunas hazañas de las muchas de don García Hurtado de Mendoza (1622, escrita en colaboración).
La obra dramática de Juan Ruiz de Alarcón puede clasificarse en dos grandes grupos. El primero, la comedia histórica, aborda temas de la historia de España —especialmente del período de la Reconquista—, cuyas fuentes fueron Juan de Mariana y Jerónimo Zurita. Estas obras, de trama casi folletinesca, incluyen caracteres llenos de bravura y fidelidad, a fin de representar ideales moralizadores afines a la tradición del honor castellano. Esta tendencia moralizadora nutre casi todas sus comedias, en especial Ganar amigos. Dos obras que escapan al molde común de las comedias históricas alarconianas son La amistad castigada, situada en Sicilia, y El dueño de las estrellas, drama sobre el honor y las buenas costumbres cuyo telón de fondo es Creta.
Las comedias moralizadoras, cuya intención es eminentemente ética, son las más conocidas del conjunto alarconiano. Las más conocidas son, sin duda, La verdad sospechosa y Las paredes oyen, que son las obras más valoradas de Alarcón y las que más influencia han ejercido en la literatura posterior. La prueba de las promesas, basada en un cuento de don Juan Manuel, es otra pieza dramática que ha recibido buena acogida por parte de la crítica especializada.
Cronológicamente, la obra de Juan Ruiz de Alarcón puede clasificarse en tres grupos. El primero (1607-1612), concebido durante su estancia en Sevilla y la Nueva España, refleja el frustrado interés de Alarcón por imitar la comedia de enredos. El segundo grupo (1613-1618) es el más famoso del dramaturgo: comedias de carácter donde se muestran sus fallidas pretensiones por alcanzar un lugar en la corte. El último de ellos (1619-1625) contiene comedias que abordan el tema del honor y sus conflictos derivados.

### Primera parte (1628)

#### Los favores del mundo

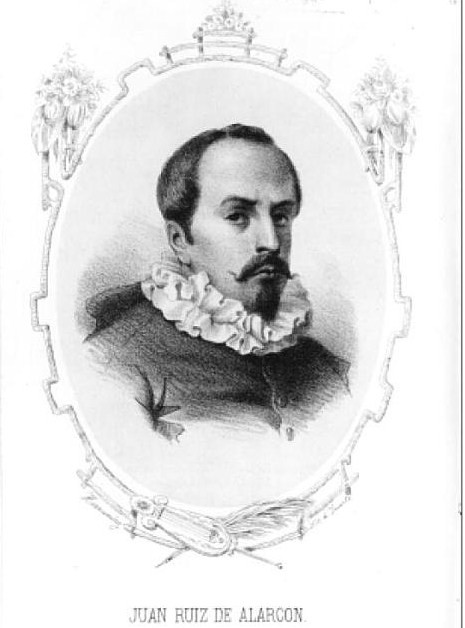
Grabado de Juan Ruiz Alarcón, por Eduardo Gallo.

En esta compleja trama de marcado carácter amoroso se da una situación de amor desigual: la dama Anarda, de la más rancia aristocracia castellana, se ha enamorado del noble García Ruiz de Alarcón —posible ancestro del dramaturgo—, pero ambos deberán sobrevivir a las intrigas de su enemigo Juan de Luna y de doña Julia. El noble y generoso don García, personificación del dramaturgo, triunfa en el amor gracias a su perseverancia, ya que nunca se dejó caer ante las imbatibles pruebas que le presentó el destino.
Alarcón introduce en Los favores del mundo una modificación sustancial a su estilo dramático. A pesar de que, a primera vista, se trata de una comedia de enredos, su final queda abierto para los lectores que conocen la postura reformista del dramaturgo novohispano. El príncipe, como se puede ver en algunos versos finales, no está dispuesto a renunciar a Anarda, aunque esta se haya casado con Garci Ruiz. Este recurso, para un público acostumbrado a los finales cerrados de los dramas lopescos, podría parecer desconcertante.
Por tratarse de una comedia social, Alarcón castiga las falsedades en cuestión de amores, ridiculizando la falta de verosimilitud en dichas situaciones dramáticas. Este es el caso de Los favores del mundo, donde se descubre a un galán valiente incapaz de arredrarse ante cualquier obstáculo. Esta obra, según Castro Leal, podría considerarse un "puente de transición" en la obra dramática del taxqueño, en la que se cree que Alarcón empieza a experimentar con la comedia de caracteres —abandonando la comedia de enredos— y a lograr una más cuidada estructura. También representa la dualidad dramática de Alarcón: por un lado maneja el libre albedrío, por el otro defiende la omnipotencia divina.

#### La industria y la suerte
La comedia de corte sevillano La industria y la suerte, en calidad de construir un modelo teatral intermedio y transitorio en relación con los agrupamientos interiores, representa una pieza clave en la producción dramática de Juan Ruiz de Alarcón y apunta hacia la formación de un subgénero teatral propiamente alarconiano. Para entonces, Alarcón se ha deslindado por completo de la fórmula dramática de la Comedia Nueva y su acción dramática estructural se base en los contrastes de protagonistas y villanos. Alarcón crítica los vicios de la alta sociedad, que solo pueden ser vencidos a través de buenos sentimientos, como lo prueba que en sus historias los nobles hidalgos triunfen sobre los malévolos aristócratas y contraigan matrimonio con damas de una sociedad cada vez más estratificada.
Esta obra muestra, una vez más, la dualidad de carácter que siempre demostró Alarcón. Aquí desarrolla, por primera vez en su teatro, a un galán poco ortodoxo: libre del dictado divino y guiado únicamente por su razón y su pensamiento. La multiplicidad de acciones contenidas en La industria y la suerte logra crear un armazón dramático único en la literatura alarconiana, con el que consagra definitivamente la comedia de caracteres.

#### Las paredes oyen
El argumento, original de Alarcón, se basa en la pretensión que hace a doña Ana de Contreras el discreto y devoto don Juan de Mendoza, a quien la crítica considera reflejo del alter ego del dramaturgo.
Es una de las obras más conocidas del teatro clásico español, pues aborda una de las más famosas temáticas: la del amor no correspondido y la perseverancia de quien realmente se ha enamorado. Este arquetipo romántico pertenece a don Juan: un hombre tenaz y contrahecho que siente por doña Ana un amor puro, hondo, con raíces bien plantadas, que enfrenta la retórica y galanura de don Mendo, a quien solo mueve la pasión.
Como ya se ha mencionado, la obra de Alarcón es básicamente un trabajo de caracteres, donde descuella la visión del amor que tiene el dramaturgo. El más destacado es don Juan, dueño de virtudes que Alarcón creía poseer. Aquí es cuando se refuerzan los rasgos autobiográficos de Las paredes oyen: don Juan triunfa sobre su rival por su amor apasionado hacia doña Ana.
Alarcón logra un magnífico equilibrio entre la ironía y la comedia de enredos, aunque carece de tensión dramática pues todos los secretos importantes de la trama se revelan al final. Castro Leal percibe en ello una muestra de la madurez literaria del dramaturgo novohispano.
El desenlace de Las paredes oyen es generalmente interpretado por la crítica como un castigo o ejemplo didáctico, aunque más bien funciona como una represión o censura. El propósito como una intención moralizante, aunque su propósito no es castigar, sino informar con autoridad que se ha obrado mal.

#### El semejante a sí mismo
Es una de las primeras obras de Alarcón, escrita probablemente durante su estancia en Sevilla, pues el argumento se desarrolla en el ámbito mercantil de la ciudad. Ha sido criticada por ser una «comedia de mero entretenimiento, mal trazada, con situaciones demasiado libres, escasa de unidad de acción, falta de interés; en fin, todos los defectos de una primera obra». A pesar de que no consigue una perfecta armonía entre forma y asunto, Alarcón logra dominar la acción y el carácter de sus personajes en esta comedia de enredo, lo que perfeccionará más adelante en obras como La verdad sospechosa.
Algunos críticos la clasifican como una comedia de intención moralizante, aunque también puede verse como una pieza mixta de intriga y carácter, que gira en torno a las veleidades amorosas de dos jóvenes. Es una de las piezas menos conocidas de Alarcón, y se puede catalogar como un drama orientado hacia el enredo. La mayoría de los estudiosos coinciden en afirmar que se trata de una de las primeras obras de Juan Ruiz de Alarcón —representada antes de 1621 y escrita, probablemente, en 1606—, pues su estilo es el de un nivel amoroso muy superficial, que retarda el manejo de la acción a base de complicadas escenas que terminan en un matrimonio. No se aparta, así, del modelo impuesto por Lope y sus comedias de enredos.
Guarda cierta relación estilística con la novela corta El curioso impertinente, cuyo autor, Miguel de Cervantes Saavedra, intercala en la primera parte de El ingenioso hidalgo don Quixote de la Mancha. Sergio Fernández, reconocido especialista en la vida y obra del dramaturgo taxqueño, indica que El semejante a sí mismo puede ser una adaptación de la citada novela de Cervantes.

#### La cueva de Salamanca
El argumento de esta obra se desarrolla en la famosa cueva de Salamanca, enclave legendario en el que, según la tradición del imaginario popular de Castilla, impartía clase el Diablo. Muchos escritores españoles, principalmente en el Renacimiento y el Barroco, trataron el tema, pero la que más fama obtuvo fue el entremés La cueva de Salamanca, de Miguel de Cervantes.
Alarcón, quien radicó algún tiempo en Salamanca, se inspira en el entremés cervantino para esta obra. Enrico, su personaje principal, es claramente una alusión al sabio novohispano Enrico Martínez. En su comedia se hace notar la inclinación que el escritor siempre sintió por la magia y las ciencias ocultas —lo prueba su biblioteca, analizada por Margarita Peña—, Al saber que era un tema difícil de abordar, y para ajustar al código moralizante de su tiempo, Alarcón niega que la cueva de Salamanca sea un antro de poderes malignos, ni que la magia sea una ciencia lícita. Incluso contiene una discusión, llevada en tono escolástico, sobre las artes ilícitas.
Puede ser que La cueva de Salamanca haya sido concebida como un juego de retórica visual destinado a entrenar al espectador para la agilidad visual de la actividad escénica, en opinión de críticos como Agustín Millares Carlo y Willard F. King es «comedia de magia con tesis morales, entretenimiento puro, casi farsa». No tiene un conflicto fijo, al contrario, el autor divaga durante todo el planteamiento de la obra. Los estudiosos han coincidido en juzgar a esta comedia como vacía, cuyos principales valores escénicos residen en la parafernalia detrás de una anécdota simple.

#### Mudarse por mejorarse
Esta comedia de carácter refleja, al igual que Todo es ventura y Los favores del mundo, el fallido intento de Juan Ruiz de Alarcón por sobresalir en la corte de Madrid. Es también, como otras tantas obras de su autor, una mezcla de intriga y acción diseñada únicamente para entretener al público ávido de representaciones vivaces e ingeniosas.
Aunque pareciera que esta comedia parece duplicar las situaciones amorosas que imponía la Comedia Nueva, una lectura cuidadosa del guion demuestra que la ironía y el sarcasmo manejados por Alarcón revela un orden ambiguo, sobre todo en los desenlaces. Desde aquí se manifiesta la profunda animadversión del dramaturgo por la nobleza, a la que siempre tratará de ridiculizar.
Mudarse por mejorarse es la primera obra donde se anuncia el comienzo del proceso evolutivo de Alarcón, en el que liberará a sus personajes de la fatalidad que les viene impuesta por predestinación divina. No pondrá su teatro al servicio de la sacralización que se vivía en su tiempo, al contrario, desarrollará su arte escénico alejado de convencionalismos y guiado únicamente por la razón y los sentimientos. Es considerada la última comedia alarconiana de transición, pues ya se vislumbran parámetros dramáticos semejantes a los de Las paredes oyen.

#### Todo es ventura
Todo es ventura pertenece a la etapa en la que Alarcón comienza a experimentar con la comedia de caracteres y es cronológicamente posterior a sus primeras obras. Advierte Castro Leal que aquí comienza Alarcón a crear una mejor estructura dramática, basada en la intriga y en la acción, a fin de delinear las diferencias entre sus personajes.
En Todo es ventura el héroe, y casi todos los personajes, es capaz de adueñarse de su propio destino y cambiarlo, a través de acciones bien pensadas y desafíos al destino y a todas las circunstancias. Se enmarca dentro de la segunda etapa de la obra alarconiana, según Juan Oleza y Teresa Ferrer. Para Castro Leal, esta etapa de su producción comprende la mayor parte de las obras escritas durante su segunda estancia en Madrid, entre 1613 y 1618.

#### El desdichado en fingir
Esta obra tiene importantes puntos de contacto con La verdad sospechosa, obra maestra de Alarcón. Ambas comedias tratan el tema del mentiroso que urde embustes para conseguir su cometido y, como castigo a sus mentiras, ambos galanes protagonistas pierden a la mujer que tanto aman y por la que tanto han luchado. Aun así, la estructura psicológica de los personajes principales de las dos obras es radicalmente distinta en muchos aspectos.
El desdichado en fingir relata la lucha de un hombre contra su propio destino, en el que sus únicas armas son la perseverancia, la valentía y la voluntad, aunque su punto de vista irónico —recurso que siempre manejó Alarcón— obstaculice la apreciación de estos rasgos. En principio, Arsenio, el galán de El desdichado en fingir, aparece como una persona paciente ante la adversidad e incapaz de fingir, aunque a lo largo de la trama se descubren sus múltiples engaños.

### Segunda parte (1634)

#### Los empeños de un engaño

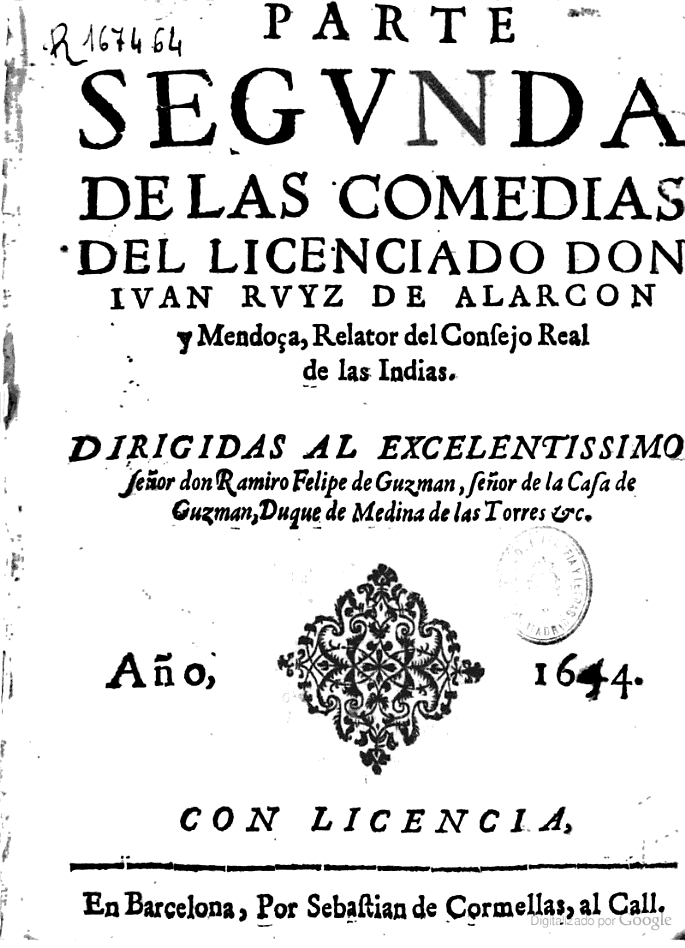
Parte segvnda de las comedias del licenciado Iuan Rvyz de Alarcón y Mendoza, Relator del Consejo de Indias (Barcelona, 1634).

Compuesta entre 1623 y 1625, abundan las referencias madrileñas, lo que permite destacar el aspecto costumbrista que mantiene numerosos puntos de contacto con la novela cortesana de los siglos XVI y XVII: galanteos, desafíos, enredos, encuentros imprevistos y varias evocaciones a lugares de la Villa y Corte.
A diferencia de la vasta mayoría de los galanes alarconianos, en Los empeños de un engaño se muestra cómo puede mentirse por amor, en un mundo donde los embustes representan la máscara de un discurso de poder. Destaca también la presencia de Teodora, uno de los personajes femeninos más destacados del universo de Alarcón.
En Los empeños de un engaño, Alarcón profundiza en la pintura de caracteres para cimentar su crítica social. En este caso, lo que podría haber sido un drama de honor con el que podría censurar las conductas sociales, se frustra por la actitud de algunos personajes. Alarcón, como lección, debe ensayar más la comedia antes de aventurarse con la tragedia y el drama. Así, al final de sus obras, todos los villanos sufrirán, metafóricamente, un doloroso castigo por sus pecados.

#### El dueño de las estrellas
Licurgo, de la isla de Creta, vive en un exilio autoimpuesto de Esparta, de donde salió para evitar que se cumpliese un sombrío horóscopo. Una noche encuentra al rey de Creta en la cama de Diana, su esposa, y en lugar de asesinar a quien le ha deshonrado se suicida, burlando así el trágico destino que le habían impuesto los astros. A ello le ha conducido la razón exasperada: a evitar la fatalidad a costa del sacrificio. Este drama ético-político da un desenlace bastante original, aunque algo exagerado, al eterno conflicto de la lealtad en la relación soberano-vasallo.
El dueño de las estrellas es, como ya vimos, un drama de proporciones épicas que muestra el afán y la inclinación del dramaturgo por los temas históricos y mitológicos, como era habitual en la literatura barroca. Ruiz de Alarcón se esmera por reproducir la retórica y los modelos literarios dominantes a fin de ser reconocido como un dramaturgo digno del mejor círculo literario de su época. El dueño de las estrellas, junto con El anticristo, representa este afán, que, sin embargo, terminó en fracaso.

#### La amistad castigada
La amistad castigada es la narración de un suceso acaecido en Sicilia, durante la égida del tirano Dion de Siracusa —quien, a diferencia de otros reyes de la literatura alarconiana, no logra su redención—. Ricardo, hombre probo y justo, logra casarse, tras muchas adversidades, con la hija del soberano. Por otro, Filipo, cruel y adulador, recibe su castigo al final de la obra. No ha sido bien valorada por la crítica, que la considera borrosa y carente de acción.
Uno de los valores más apreciados para Alarcón es la amistad, como lo demuestra a lo largo de su producción. Aquí pergeña un drama donde predomina la intención ética, al ver en Filipo al mal amigo que traiciona para satisfacer únicamente su propio interés. A pesar de que la trama se teje en torno a un conflicto amoroso, permite catalizar la obra como crítica a las pasiones del poder.

#### La manganilla de Melilla
Al igual que La cueva de Salamanca, esta obra también alude a tópicos mágicos y esotéricos. El capitán Venegas, hombre valiente y osado, utiliza una astucia (manganilla) para lograr su triunfo sobre los moros. A través de este asunto, Alarcón utiliza fuentes históricas para poner en escena uno de sus dramas históricos mejor logrados.
Alarcón, como ya era usual en él, realiza una acerba crítica del innoble vicio de mentir. En La manganilla de Melilla, la mentira es un recurso usado por los protagonistas y los antagonistas para conseguir sus fines, aunque al término de la historia pierden el crédito y el respeto de la sociedad y, lo que es peor, el objeto de su deseo —ya sea el amor o el poder—. El sargento Pimienta, personaje de esta comedia, miente impelido por su enorme deseo de poseer a Darja y a Alima, cautivas moras.

#### Ganar amigos
Se le conoce también con los nombres de Lo que mucho vale mucho cuesta y Quien priva aconseje bien. El argumento recae en torno a la justicia y el honor castellano de los tiempos del rey Pedro I el Cruel. Un hombre debe vengar la muerte de su hermano y la consiguiente deshonra de su familia, pero a la vez tiene que luchar contra sus sentimientos.
Destaca el tratamiento que el dramaturgo novohispano hace del tema de la hidalguía, código moral y de convicciones bastante aceptado en la época. Alarcón lo aborda con gustoso y apasionado interés. Al mismo tiempo ataca la ambición y la falta de escrúpulos que demuestran los hombres de la política, obsesionados con obtener poder y canonjías a cualquier costo. Al final de la historia, todos los personajes, incluso los villanos, conservan sus rasgos característicos que no fueron violentados a lo largo de la trama.
Las mujeres del teatro alarconiano suelen ser personajes no muy profundos, menos complejos que los varones y llenas de simplicidad psicológica. Una de las pocas excepciones a esta regla es doña Ana de Ganar amigos, cuya grandeza trágica —adquirida a lo largo de la historia— le da cierto aire de heroína del teatro griego.
Ganar amigos revela un notable progreso en la técnica dramática de Alarcón. La trama se entreteje sin violencia, diseñando las características más importantes de los personajes. El dramaturgo, a fin de lograr una mayor consistencia y variedad, hace un mayor uso de los recursos escénicos y evita parlamentos largos carentes de sentido. Muchas veces la narración pasa a ser más un monólogo que un drama, pues el verso es limpio, directo, fluido, conciso y justo. Incluso, para dotar de elegancia a su pieza, Alarcón recurre a galas culteranas al estilo gongorino.
. La crítica a la mentira es la intención dominante, pero no puede catalogarse como un texto didáctico ni moralizante. Fue escrita entre 1618 y 1621, antes de la muerte del rey Felipe III, a quien la dedicatoria supone vivo. Según el estudio de Pedro Henríquez Ureña, fue representada en 1624 y su texto definitivo apareció en la Segunda parte de las comedias alarconianas, en 1634.
La obra tiene como escenario principal Madrid, donde el mentiroso don García conoce a Jacinta y a Lucrecia. El personaje principal está realmente enamorado de doña Lucrecia y, a fin de ganársela, inventa toda una red de mentiras que dan sentido a la historia. Al final, don García reconoce sus errores y recibe un merecido castigo por sus embustes.
Se trata de la comedia moralista más famosa de Alarcón, donde cada personaje posee una determinada importancia que lo hace diferente del resto. La verdad sospechosa, a la que algunas interpretaciones definen como "ironía de la los procedimientos teatrales en boga", es también una obra donde triunfa la comedia de caracteres sobre la comedia de enredos, pues la trama gira en torno a ridiculizar la figura del mentiroso don García, centro de todos los vicios.

#### El anticristo
Fue compuesta entre 1623 y 1625. Durante su estreno ocurrió un incidente que relata Luis de Góngora a Hortensio Félix Paravicino:

La comedia, digo El anticristo, de don Juan de Alarcón, se estrenó el miércoles pasado. Echáronselo a perder aquel día con cierta redomilla que enterraron en medio del patio, de olor tan infernal, que desmayó a muchos de los que no pudieron salir aprisa.

Este suceso aconteció cuando el actor que representaba al ángel se negó a volar y fue sustituido por una de las actrices. El incidente fue aprovechado por el mismo Góngora para burlarse de Alarcón en uno de sus sonetos y Lope de Vega fue encarcelado porque se le acusó de colocar la redoma.
Es una obra de correcta versificación, que relata la historia del Anticristo, villano por excelencia del teatro alarconiano. Este ser infernal, descendiente de Judas Iscariote, comete una retahíla de horrendos crímenes que al final son castigados por un ángel y dos personajes: Sofía, encarnación de lo humano, y Balán, símbolo de la naturaleza, dos mundos unidos para vencer al mal.

El Anticristo es obra con enorme aprovechamiento de maquinaria teatral; 

mediante el texto espectacular, Alarcón ilustra o explica la res, sugiere lo sobrenatural, crea efectos especiales, avanza la trama, provoca admiratio e incluso risa, entre muchos otros aspectos. Ciertamente, tan esmerada obra jamás mereció la redomilla con aceite de fétido tufo que colocó Juan Pablo Rizo para inculpar a Lope de Vega, o por orden del mismo Lope y de Mira de Amescua, o por instrucciones de Quevedo, según son las diferentes hipótesis. La poética del dramaturgo novohispano es sorprendente por el conocimiento de la materia que trata, por la particular estructuración de la trama, por el trazo de personajes memorables, por el cuidado en la versificación que apoya contenidos y,[...] por el aprovechamiento de los recursos que brinda el teatro para crear composiciones visuales que cumplen funciones dramáticas más los objetivos que se recomiendan a las creaciones artísticas: docere, delectare y movere.

#### El tejedor de Segovia
Datada entre 1616 y 1619, esta pieza reconcentra la intención alarconiana de mejorar un buen gobierno. Su primera parte es anónima y la segunda original de Alarcón, anticipa el drama romántico del siglo XVIII. Los personajes de esta obra escapan al molde común de los personajes alarconianos. Fernando y Ana Ramírez de Vargas huyen de Suero y Julián Peláez, asesinos de su padre.

A decir de Lillian von der Walde, 

El tejedor de Segovia es la fascinante aportación de Juan Ruiz de Alarcón y Mendoza al subgénero 'comedia de bandoleros'. Su argumento reporta enorme interés y su trama se halla magníficamente construida: con muchas acciones, más incorporación de suspense y provocación a la admiratio, entre otros aspectos. Los personajes se trazan con perfiles complejos, la versificación cumple funciones varias, y se asegura la atrayente y significativa espectacularidad para la puesta en escena. No extraña, pues, el éxito que obtiene en las tablas a lo largo de los siglos XVII y XVIII, principalmente; es la única obra del dramaturgo que se representa en la Nueva España, en el Coliseo de la Ciudad de México, si bien para 1794 se la prohíbe en virtud, quizá, del “desarreglo de las ideas morales”, como opina Alberto Lista en relación con el contenido de esta comedia.

#### La prueba de las promesas
Los personajes principales de esta obra, datada a finales de 1617, —Don Mendo, doña Ana, Beltrán y el Conde— aparecen en otras obras de Ruiz de Alarcón como Las paredes oyen, El examen de maridos, El tejedor de Segovia, Los pechos privilegiados, Ganar amigos y La verdad sospechosa. Al polarizarse radicalmente la psicología de sus personajes, Alarcón pretende definirlos a través de rasgos individuales derivados de su condición social. En esta comedia se comienza a ejercer un examen del comportamiento ético de todas las clases sociales presentes en el teatro alarconiano, tanto ricos como pobres.
El personaje mejor delineado es don Juan, arquetipo de la soberbia y la codicia. Es un hombre egoísta, el primer personaje de las comedias alarconianas con una tipología bien establecida. El enredo y las causas permiten hacer que los perfiles anímicos y morales de los personajes comiencen a definirse, sin importar si están a tono o no con la tipología del teatro contemporáneo.
Al igual que en La cueva de Salamanca, la formación humanística y cultural de Alarcón lo llevaba a abordar temas casi olvidados para la época, como la magia. En La prueba de las promesas el dramaturgo pone la magia al servicio del hombre, a la que considera la más perfecta criatura. Esta obra, además, es una adaptación del cuento De lo que contesçió a un deán de Santiago con don Illán, contenida en Libro de los enxiemplos del Conde Lucanor et de Patronio, del infante Don Juan Manuel.

#### Los pechos privilegiados
También se le conoce como Nunca mucho costó poco. Es el drama político más famoso de Alarcón, pues incluye muchas referencias indirectas a la situación del gobierno de España en esa época. La justicia cortesana y la ley natural son los temas de esta obra. En Los pechos privilegiados se vuelve a castigar a la realeza por sus vicios y su mal gobierno. El dramaturgo desea representar a la Corte como una maraña de intrigas, que finalmente cae ante la firmeza y el honor que ha demostrado la Naturaleza, personificada por doña Jimena.
El argumento de la obra está basado en la magna Historia general de España de Juan de Mariana, específicamente en un episodio del siglo XI, en el que se ve envuelto el rey Alfonso V de León y varias princesas del Reino de Castilla. Se trata de una de las más convencionales obras de Alarcón, aficionado a salirse del arquetipo literario de la época. El conflicto principal reside en la lealtad y el honor que todo vasallo debe rendirle a su rey, alusión, tal vez, a la crisis política del tiempo del duque de Lerma y del duque de Uceda. Todo el primer acto se enfoca en este asunto.
La inmensa mayoría de los personajes de esta comedia, especialmente Rodrigo de Villagómez y Elvira, son caracteres bien definidos en los que destaca la pasión y la dignidad con la que expresan sus sentimientos. Son, pues, tipos únicos dentro de la pintura de caracteres del teatro alarconiano, que tanta fama le trajo a su autor. Con Los pechos privilegiados Alarcón logra halagar a la realeza, al mismo tiempo que consigue una bien lograda obra teatral.

#### La crueldad por el honor
Concebida entre 1619 y 1622, se agrupa dentro de las comedias que giran en torno al conflicto del honor. A través de una reflexión marcada por monólogos muy bien logrados, Alarcón define su visión de lo que debería ser un buen gobierno: justo, honesto y benévolo con sus súbditos. También demuestra que, en nombre de un código de honor, se pueden cometer muchas atrocidades crueles e inútiles.

El impostor Nuño Aulaga es “un hombre complejo, obligado a reparar las afrentas recibidas e impedido para llevarla a efecto por los medios socialmente avalados; elige una forma ilegal para lograr sus fines de ascenso socioeconómico y de desagravio íntimo (que no de restitución de honra), pero que también lo mueve el amor al hijo.” Es descubierto y solicita a Sancho Aulaga, su hijo que lo mate. quien lo hace de manera consciente y solidaria, de lo que deriva su condición trágica:

Un tan honroso rigor

alma tiene de piedad;

que es generoſa crueldad

la crueldad por el honor.

(vv. 2703-2706)

En el tercer acto Sancho se entera de que no es hijo de Nuño, por lo que no cometió parricidio alguno.

#### El examen de maridos
Su autoría ha sido discutida, aunque la mayoría de los críticos coinciden en declararla original de Alarcón. Destaca doña Inés, uno de sus mejores personajes femeninos, a quien caballeros de diferentes personalidades cortejan. Las agudas observaciones psicológicas de este cuento tienen su origen en una narración italiana, que inspiró El mercader de Venecia, de William Shakespeare, y Les vissionaries, de Jean Desmarets.
Refleja, mejor que ninguna otra comedia, la proclividad de Alarcón a insertar refranes populares, tanto de América como de España, en sus obras. Gran cantidad de expresiones ingeniosas ayudan al autor a expresar con más claridad su conflicto. Además, puede notarse ya en El examen de maridos un intento de Ruiz de Alarcón por equilibrar las formas estéticas y un eterno compromiso de Alarcón con la verdad y los valores morales. Así, puede concluirse que El examen de maridos representa el cenit de una cultura que se debate entre la verdad absoluta y una elegante retórica.

### Otros

#### Quien mal anda en mal acaba
Escenifica la historia del morisco Román Ramírez, imitador de Teófilo y Fausto. La Inquisición española conoce del caso y encierra al moro, quien finalmente es sometido a un larguísimo proceso. Alarcón retoma el asunto y lo convierte en una de sus piezas dramáticas mejor logradas. No se conoce a ciencia cierta el original de Alarcón, pues se han perdido algunos versos. En 1852, al editar sus obras completas, Hartzenbusch logró la mejor versión de este texto, que incluye revisión filológica. Fue publicada por primera vez por el impresor sevillano Francisco de Leefdael, a mediados del siglo XVIII. No apareció en las dos partes de las obras de Alarcón editadas entre 1628 y 1624, pero fue ampliamente elogiada en el siglo XIX por Juan Eugenio Hartzenbusch y Agustín Millares.
Castro Leal, uno de los más conocidos estudiosos de Alarcón, fecha Quien mal anda en mal acaba entre 1601 y 1603. Fernández Guerra, sin embargo, coloca la fecha de su creación en 1616 o 1617, pues su calidad y su versificación son muy superiores a las de las primeras comedias alarconianas.
Es muy destacable la versificación de Quien mal anda en mal acaba, pues Alarcón emplea recursos poco usados hasta entonces en el teatro barroco español, como el elevado porcentaje de redondillas, usado solo por Guillén de Castro. También descuella la buena estructura de la comedia, el manejo del sentido dramático y la utilización de la poesía. Agustín Millares la considera, sin duda, «una comedia de colaboración», aunque el resto de la crítica la considera, sin vacilar, fruto único y exclusivo de Juan Ruiz de Alarcón.

#### No hay mal que por bien no venga
También se le conoce con los nombres de Don Domingo de don Blas y El acomodado don Domingo de don Blas. Su trama mezcla enredo amoroso con circunstancias históricas. Dos damas, Leonor y Constanza, protagonizan la historia, pero deslucen ante don Domingo, el mayor personaje de la comedia: sensato, independiente, reflexivo, arquetipo del burgués ideal que sabe actuar con heroicidad si el tiempo lo requiere. Además, don Domingo es leal vasallo y súbdito orgulloso del rey Alfonso.
La escritura y el estilo delatan, sin duda, que se trata de una obra de Alarcón. No se conoce a ciencia cierta por qué no se publicó en sus comedias. Tampoco se sabe cuándo vio la luz No hay mal que por bien no venga, aunque se conjetura que fue escrita antes de 1630.

### Obra no dramática en verso
- Una redondilla y cuatro décimas sobre el asunto que luego se verá
- Vejamen académico a Bricián Díez Cruzate, cuando se doctoró en la Universidad de México (1609-1613)
- Décima del licenciado don Juan Ruiz de Alarcón, natural de México
- Romance contra don Francisco de Quevedo
- El licenciado don Juan Ruiz de Alarcón y Mendoza a don Diego Agreda y Vargas
- Al doctor Cristóbal Pérez de Herrera, el licenciado don Juan Ruiz de Alarcón y Mendoza
- A don Gonzalo de Céspedes y Meneses, el licenciado don Juan Ruiz de Alarcón y Mendoza
- Al Santo Cristo que se halló en Prete, ciudad del Palatinado inferior, quitado de la Cruz y hecho pedazos por los calvinistas, restaurado por los católicos,  el licenciado Juan Ruiz de Alarcón dirige estos sonetos
- De don Juan Ruiz de Alarcón en la muerte del Conde de Villamedina (21 de agosto de 1622)
- Elogio descriptivo a las fiestas que Su Majestad del rey Filipo IIII hizo por su persona en Madrid, a 21 de agosto de 1623 años, a la celebración de los conciertos entre el serenísimo Carlos Estuardo, Príncipe de Inglaterra, y la serenísima María de Austria, Infanta de Castilla, al Duque Adelantado & c.
- El licenciado don Juan Ruiz de Alarcón y Mendoza, al mismo (José Camerino)
- Al volcán en incendios del Vesubio, el licenciado don Juan Ruiz de Alarcón y Mendoza, Relator del Consejo de Indias. Epigrama XXIX
- Sonero dedicado al mismo asunto que el anterior
- Sátira contra don Francisco de Quevedo
- El licenciado don Juan Ruiz de Alarcón y Mendoza, Relator del Consejo de las Indias. Al autor. Décimas

## Estilo

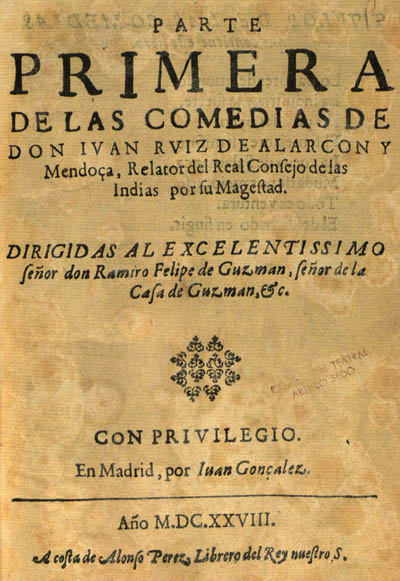
Parte primera de las comedias de don Juan Ruiz de Alarcón.

Juan Ruiz de Alarcón inaugura en la literatura hispanoamericana el género de la comedia de caracteres. El manejo de sus personajes es una característica esencial en toda su obra. El escritor trata de reflejar en sus personajes los vicios de la época: la mentira, la maledicencia y la ambición; caracteres que generalmente sufren un castigo al final de la obra. Alarcón nunca se aleja del moralismo imperante en la literatura del Siglo de Oro, al contrario, se mantiene firme en él. Sus comedias, por su aliento que preludia el romanticismo, y por su realismo irónico, lo colocan en un lugar destacado de la literatura barroca española.
A pesar de que desarrolló casi toda su producción en España y de que su obra prácticamente ignora la realidad en las colonias, las raíces y la educación novohispana de Alarcón le convierten en figura indiscutible del barroco hispanoamericano. El haberse asimilado español, sin embargo, es una constante en su obra teatral, a fin de validar la hegemonía hispánica en América y afianzar su pertenencia al sistema de gobierno.
Los temas para sus comedias los extrajo de muy distintas fuentes. En La prueba de las promesas se repite un cuentecillo de El Conde Lucanor de don Juan Manuel. El examen de maridos tiene concomitancias con El mercader de Venecia de William Shakespeare, porque se inspiran ambas en una fuente común italiana. De los Evangelios apócrifos viene El anticristo. La crueldad por el honor deriva de un episodio de la historia de Aragón. El tejedor de Segovia resulta una extraña anticipación del drama romántico. Quien mal anda mal acaba, que versa sobre el pacto con el diablo de un morisco, se inspira en la tradición popular de un proceso inquisitorial en Cuenca.
La crítica ha aludido, una y otra vez, a su disidencia crítica, sus límites discursivos, irregularidades en la estructura teatral y a su ideología subversiva, lo que convierte a Ruiz de Alarcón en un dramaturgo lleno de excentricidades. Su obra dramática no tiene parangón en la historia de la literatura hispanoamericana.
Su obra más lograda, La verdad sospechosa, sobre un hombre que miente sobre todas las cosas y que no tiene respeto para nadie, inspiró Le menteur de Pierre Corneille y El mentiroso del dramaturgo veneciano Carlo Goldoni.
El hecho de que la obra dramática de Alarcón fuera mínima a comparación de la de Lope o Tirso le granjeó un segundo plano entre la crítica literaria contemporánea. No fue hasta el siglo XIX, gracias a estudiosos como Juan Eugenio Hartzenbusch —quien publicó sus Obras completas y un estudio—, que el novohispano comenzó a ser valorado entre los literatos de Hispanoamérica. El crítico español fue el primero en identificar a Le menteur de Pierre Corneille —quien creía que estaba adaptando una obra de Lope— como traducción a la lengua francesa de La verdad sospechosa de Alarcón.
Ya en el siglo XX, el filólogo y literato español Marcelino Menéndez y Pelayo se refería a Alarcón en los siguientes términos:

Ruiz de Alarcón ha de ser tenido por un americano españolizado, que sólo por su nacimiento y su grado de licenciado puede figurar en los anales de México. Toda su actividad literaria se desarrolló en la Península: son rarísimas en él las alusiones o reminiscencias a su país natal.

Pedro Henríquez Ureña fue uno de los primeros intelectuales americanos en estudiar al dramaturgo taxqueño. Después siguieron Alfonso Reyes, Julio Jiménez Rueda y Antonio Castro Leal. La revaloración literaria de Alarcón correspondía a una corriente ideológica caracterizada por el nacionalismo y la búsqueda de la identidad cultural nacida a raíz de la Revolución Mexicana. Para el tricentenario de su fallecimiento, en 1939, Alarcón era ya reconocido como la máxima figura de las letras novohispanas, junto con Sor Juana Inés de la Cruz.
A pesar de que los estudiosos hispanoamericanos insisten en ubicar a Alarcón dentro del conjunto de costumbres y tradiciones novohispanas, la crítica española alude a ligar al dramaturgo a la realidad peninsular. Esta controversia ha suscitado un intenso debate entre los especialistas en el novohispano, aún sin resolver. Desde la década de los ochenta, la mayoría de los críticos ha optado por estudiar a Juan Ruiz de Alarcón dentro del contexto indiano, sin olvidarse jamás de que desarrolló su obra en España.

## Ediciones de sus obras

### Antiguas

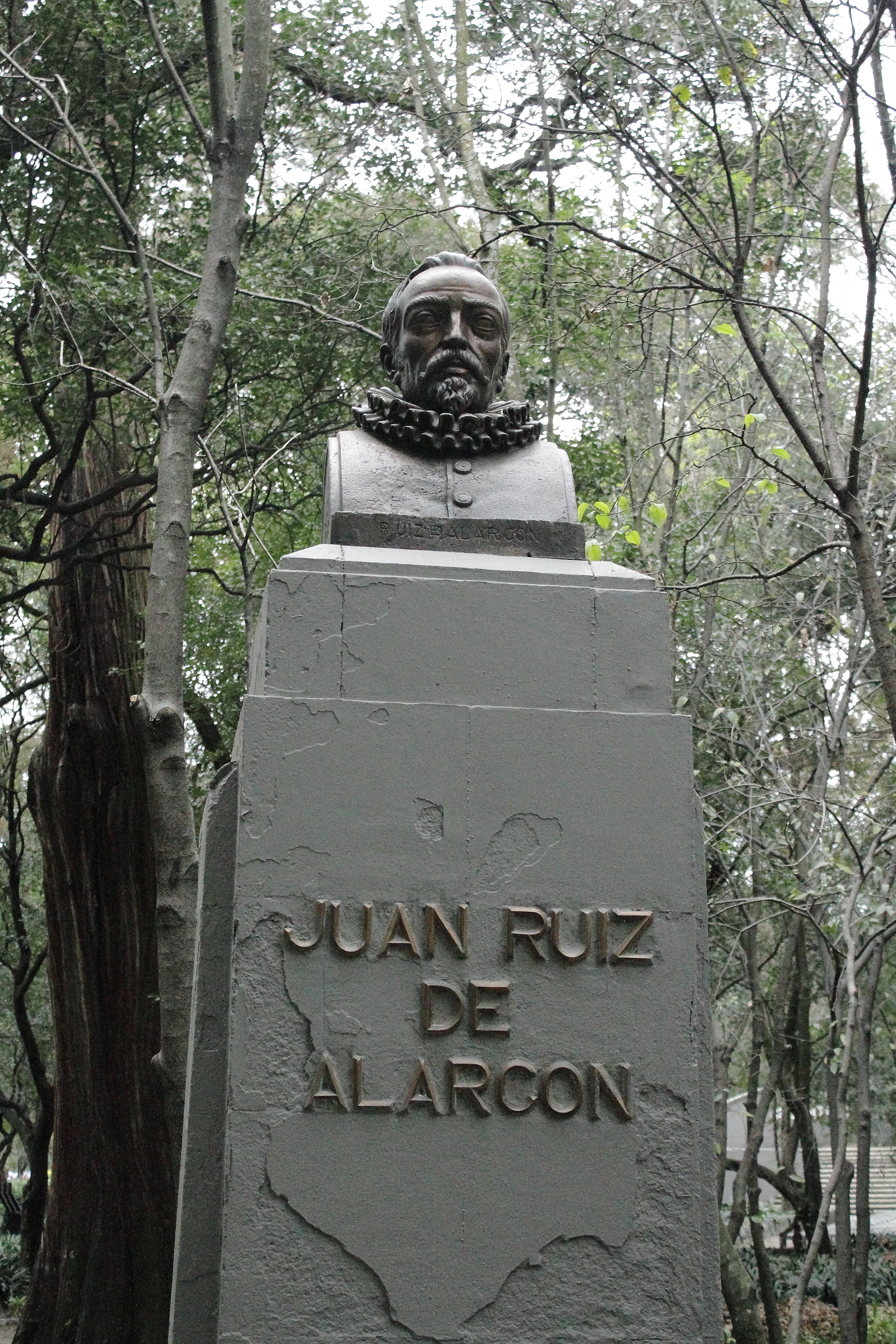
Monumento a Juan Ruiz de Alarcón en Ciudad de México.

- Parte primera de las comedias de don Iuan Rvyz de Alarcón y Mendoza. Madrid, por Iuan Gonçalez, a costa de Alonso Pérez, 1628.[141]
- Parte segvnda de las comedias del licenciado Iuan Rvyz de Alarcón y Mendoza, Relator del Consejo de Indias. Barcelona: Sebastián de Cormellas, 1634.[142]
- Comedias escogidas, ed. de Juan Eugenio Hartzenbusch. Madrid: Rivadeneyra, 1825.[143]
- Comedias escogidas de Juan Ruiz de Alarcón, ed. de Isaac Núñez Arenas. Madrid: RAE, 1867.[144]

### Modernas
Existe una edición moderna de las Obras Dramáticas Completas (a partir de las ediciones princeps de las dos Partes de 1628 y 1634) supervisada por Ysla Campbell, de la Universidad Autónoma de Ciudad Juárez, que en enero de 2015 llevaba ya publicados seis volúmenes (El dueño de las estrellas, ed. de Ricardo Vigueras, vol. X; La prueba de las promesas, ed. de Leonor Fernández, vol. XVII; Mudarse por mejorarse, ed. de Frank Casa, vol. VI; La industria y la suerte, ed. de Adriana Ontiveros, vol. II; La manganilla de Melilla, ed. de Nieves Rodríguez, vol. XII y Los favores del mundo, ed. de Ysla Campbell, vol. I)
- La verdad sospechosa ed. de Ed Barry. París: Garnier Frères, 1904.[145]
- La verdad sospechosa, ed. de Agustín del Saz. Madrid: 1929.[146]
- Teatro (La verdad sospechosa, Las paredes oyen), ed. de Alfonso Reyes. Madrid: Espasa-Calpe, 1937.[147]
- La verdad sospechosa, ed. de Eduardo Juliá. Zaragoza: Ebro, 1939.[148]
- Obras completas, ed. de Agustín Millares Carlo, 3 vols. México: FCE, 1957-1968.[149]
- Comedias, ed. de Margit Frenk. Caracas: Ayacucho, 1982.[150]
- La verdad sospechosa, ed. de Alba V. Ebersole. Madrid: Cátedra, 1984.[151]
- Las paredes oyen / La verdad sospechosa, ed. de Juan Oleza y Teresa Ferrer. Barcelona: Planeta, 1986.[152]
- Mudarse por mejorarse / La verdad sospechosa, ed. de Manuel Sito Alba. Barcelona: Plaza y Janés, 1987.[153]
- Cuatro comedias (Las paredes oyen, La verdad sospechosa, Los pechos privilegiados, Ganar amigos), ed. de Antonio Castro Leal. México: Porrúa, 1988.[154]
- La verdad sospechosa, ed. de Juan María Marín Martínez. Madrid: Espasa-Calpe, 1990.[155]